# Wały (Basse-Silésie)
Pour les articles homonymes, voir Wały.
Wały est une localité polonaise de la gmina de Brzeg Dolny, située dans le powiat de Wołów en voïvodie de Basse-Silésie.